# Seznam ameriških kartografov
Seznam ameriških kartografov.

## A
John James Abert - 

## B
Henry Peter Bosse - 

## D
Simeon De Witt - 

## E
Robert Erskine - 

## H
Charles F. Hoffmann - 